# Кулькин, Жайсанбай
Жайсанбай Кулькин (1903 год, село Томар, Каркаралинский уезд, Семипалатинская область — 1991 год, село Томар, Каркаралинский район, Карагандинская область) — старший табунщик колхоза «Томар» Каркаралинского района Карагандинской области, Казахская ССР. Герой Социалистического Труда (1948).

## Биография
Родился в 1903 году в крестьянской семье в кишлаке Томар Каркалинского уезда.
С раннего детства занимался батрачеством. В 1929 году вступил в колхоз «Томар» (позднее — колхоз «Прогресс») Каркаралинского района. В 1941 году после начала Великой Отечественной войны мобилизован на трудовой фронт для работы на шахте № 17 имени Калинина Карагандинской области.
В 1946 году возвратился в родное село и продолжил трудиться в колхозе «Томар». В 1947 году вырастил при табунном содержании 59 жеребят от 59 кобыл. Указом Президиума Верховного Совета СССР от 23 июля 1948 года «за получение высокой продуктивности животноводства в 1947 году» удостоен звания Героя Социалистического Труда с вручением ордена Ленина и золотой медали Серп и Молот.
Этим же Указом за выдающиеся трудовые достижения были награждены званием Героя Социалистического Труда председатель колхоза «Томар» Муздыбай Рыскулов (лишён звания в 1952 году и осуждён на 15 лет лагерей за хищение социалистической и общественной собственности) и чабан Жаксылык Басимбеков. В 1949 году званием Героя Социалистического Труда был удостоен чабан колхоза Байбосын Бекбаев.
С 1952 года — заместитель председателя колхоза «Томар» Каркаралинского района, с 1956 года — чабан этого же колхоза. Ежегодно добивался высокого приплода ягнят, выращивая в среднем по 110—115 ягнят от каждой сотни овцематок и получая в среднем от каждой овцы по 3 килограмма шерсти. За выдающиеся трудовые достижения был награждён в 1966 году Орденом «Знак Почёта».
С 1968 года — коневод в этом же колхозе. Трудился старшим табунщиком до выхода на пенсию.
Проживал в родном селе Томар, где скончался в 1991 году.
Награды
- Герой Социалистического Труда
- Орден Ленина
- Орден «Знак Почёта» (22.03.1966)